# 諸定遠
諸定遠，字西侯，號白洲。江南崑山縣（今崑山市）人。清朝政治人物。

## 生平
康熙三年（1664年）中式甲辰科進士。選翰林院庶吉士，散館改主事。官至浙江溫處道。